# Baszta Strzegomska i kościół św. Barbary w Świdnicy
Baszta Strzegomska wraz z przylegającymi zabudowaniami dawnego kościoła św. Barbary to zespół zabytkowy mieszczący się w Świdnicy. 

## Historia
Zespół kościoła wraz z basteją Bramy Strzegomskiej z 1750 mieszczą się przy ul. Basztowej 2, stanowią jedyne ślady fortyfikacji i ich otoczenia na terenie Świdnicy.

### Kaplica
Budynek dawnej kaplicy, a następnie kościoła św. Barbary jest ostatnią z siedmiu kaplic które stały przy każdej z bram miasta. Kaplica jest budynkiem jednonawowym, ceglanym, trzykondygnacyjną. Kaplicę wybudowano w 1399, początkowo znajdowała się ona poza murami miasta na wysokości ulicy Kotlarskiej. Na początku XVI wieku została przeniesiona i odbudowana już jako kościół na dzisiejszym miejscu. Obiekt był kilkukrotnie niszczony m.in. przez wichurę w 1599 roku. Kolejna odbudowa i modernizacja rozpoczęta w 1691 roku przekształciła świątynię w kościół, od 1741 protestancki, a następnie od 1762 ewangelicki kościół garnizonowy. Po desakralizacji dawny kościół od 1818 był zbrojownią, a następnie magazynem. Od 1945 do 1979 stanowił magazyn z meblami, a następnie rozpoczęto jego gruntowną przebudowę, podczas której poprzez przedzielenie nawy głównej żelbetonowym stropem doprowadziło do poważnej deformacji architektonicznej. Od 1982 w dawnym kościele znajduje się Dom Technika.
Przy wejściu do dawnej świątyni znajdują się umieszczone w niszach dwie płaskorzeźby świętych kobiet z 1513, z których jedną jest św. Barbara. We wnętrzu ostały się elementy kamieniarki, renesansowe polichromie na sklepieniach. Obiekt przedzielony stropem dzieli się na salę konferencyjną w górnej części i pełniącą rolę kawiarni część dolną.

### Basteja
Budowla o charakterystycznych grubych murach i małych okienkach miała za zadanie bronić Bramę Strzegomską. Zadanie to pełniła do końca istnienia twierdzy świdnickiej. Do Bramy Strzegomskiej przylega fragment muru obronnego.